# Amoureux (nouvelle)
Pour les articles homonymes, voir Amoureux (homonymie).
Amoureux (Sweethearts en version originale) est une nouvelle d'Arthur Conan Doyle parue pour la première fois dans la revue The Idler en juin 1894 avant d'être intégrée plus tard dans certaines rééditions du recueil Sous la lampe rouge (Round the Red Lamp).
La nouvelle a été traduite et publiée pour la première fois en français par L'Édition Française Illustrée au début des années 1920 sous le titre Amoureux, au sein d'un recueil de nouvelles intitulé L'Horrible Agonie de Lady Sannox. La nouvelle a ultérieurement été traduite sous le même titre pour l'édition intégrale des œuvres d'Arthur Conan Doyle éditée par Robert Laffont. Les éditions Actes Sud ont également publié en 2005 la nouvelle dans une réédition du recueil Sous la lampe rouge sous le titre Deux amoureux selon une traduction de Christine Le Bœuf.

## Résumé
Le narrateur, un médecin d'une ville située en bord de mer, prend l'habitude de venir s'asseoir chaque matin sur un banc pour admirer la beauté du paysage au lever du soleil.
Un jour, un vieux monsieur vient s'asseoir à côté de lui. Il reste silencieux et lit une lettre dont le médecin perçoit que l'écriture est celle d'une femme. Le second jour, le vieil homme réapparaît mais semble avoir perdu de sa vitalité. Il lit une lettre semblable à celle de la veille. Le troisième jour, l'homme réapparaît de nouveau et lit une lettre semblable aux précédentes, mais semble désormais un vieillard au dos voûté. Le médecin tente vainement d'engager une conversation en lui faisant remarquer que l'air de la côte ne lui réussit pas.
Le quatrième jour, le médecin est surpris de voir que son habituel voisin est arrivé sur le banc avant lui et semble avoir retrouvé toute sa vitalité. Devenu bavard, celui-ci explique au médecin qu'il est arrivé avant les premières lueurs du jour pour attendre l'arrivée de sa femme par le train. Celle-ci s'était absentée trois jours de suite alors qu'ils n'avaient encore jamais été séparés en cinquante ans de mariage.
Un train s'arrête alors en gare et une vieille femme en descend. Le vieux monsieur accourt vers elle. Le médecin aperçoit, malgré les manières empruntées de la vieille dame, le regard que celle-ci porte à son mari. Parlant de lui-même, le narrateur conclut : « Dieu veuille que quand cette main-ci tremblera et quand ce dos sera voûté, les yeux d'une dame puissent ainsi regarder dans les miens ».